# Fujiwara no Kaneie
Fujiwara no Kaneie (藤原 兼家, c. 929 - 26 de juliol de 990) va ser un estadista, cortesà i polític japonès durant el període Heian.V També era conegut com Hōkō-in Daijin i Higashi-sanjō-dono.

## Carrera
Kaneie va servir com a ministre durant els regnats de l'emperador En'yū, l'emperador Kazan i l'emperador Ichijō.
Després de la mort del seu germà rival Kanemichi el 977, va ser nomenat a Udaijin pel seu cosí Yoritada que es va convertir en Kampaku després de la mort de Kanemichi. Ell i el seu fill Michikane van animar l'emperador Kazan a abdicar per accelerar l'adhesió de Kaneie a regent. Kaneie va dir a Kazan que la Regalia Imperial ja estava en mans d'Ichijo i, per tant, Kazan no hauria de continuar com a governant. Kazan va acceptar les demandes de Kaneie, sota certa pressió, i va anar al monestir de Gangyō-ji. El segon fill de Kaneie, Michikane, va anar amb Kazan; tenia la intenció de prendre també la tonsura. Quan van arribar al monestir, Michikane va afirmar que li agradaria veure els seus pares com a laics per darrera vegada: no va tornar. Quan l'emperador Ichijo va tenir èxit, Kaneie es va convertir en Sesshō de l'emperador Ichijō.
- 969 (Anna 1): Ju Sammi (també)
- 970 (Anna 2):
- 972 (Tenroku 3, 11è mes): Kaneie va ser ascendit de l'oficina de Chūnagon a Dainagon[3]
- 978 (Jogen 3, 10è mes): Kaneie es va anomenar Udaijin.[4]
- 986 (Kanna 2, 24è dia del sisè mes): Emperador Ichijō
- 986 (Kanna 2, 20è dia del 7è mes): retirat d'Udaijin
- 989 (Eiso 1, 12è mes): Kaneie es diu daijō daijin.[5]
- 990 (Shōryaku 1, 5è mes): Kaneie va caure greument malalt; i va abandonar els seus despatxos per convertir-se en monjo budista[5]
- 26 de juliol de 990 (Shōryaku 1, 2n dia del 7è mes): Kaneie va morir als 62 anys.[5]

## Família
Kaneie tenia quatre germans: Kanemichi, Kinsue, Koretada, i Tamemitsu.
- Pare: Fujiwara no Morosuke (909–960)[9]
- Mare: Fujiwara no Moriko (?–943), filla de Fujiwara no Tsunekuni ().[9]
- Esposa: Fujiwara no Tokihime (?–980), filla de Fujiwara no Nakamasa (?–980).[6]
  - 1r fill: Fujiwara no Michitaka (藤原道隆, 953–995), Sesshō i Kampaku de l'emperador Ichijō.
  - 3r fill: Fujiwara no Michikane (藤原道兼, 961–995), emperador Ichijō de Kampaku.
  - 5è fill: Fujiwara no Michinaga (藤原道長, 966–1028), emperador Go-Ichijō.
  - 1a filla: Fujiwara no Chōshi (954?-982), consort de l'emperador Reizei i mare de l'emperador Sanjō.[1]
  - 2a filla: Fujiwara no Senshi (藤原詮子, 962–1002), consort de l'emperador En'yū i mare de l'emperador Ichijō.
- Esposa: coneguda com Udaisyō Michitsuna no Haha (Mare d'Udaishō Michitsuna, 936?-995). Va escriure Kagerō Nikki (El diari d'una libèl·lula) i era filla de Fujiwara no Tomoyasu (Filla de Fujiwara no Michiyasu).
  - 2n fill: Fujiwara no Michitsuna (藤原道継, 955–1020), Dainagon.
- Esposa: Yasukonaishinnō (949–987), tercera filla de l'emperador Murakami.
- Esposa: Tai no Ankata (Homòloga), filla de Fujiwara no Kuninori (Emblema del país de Fujiwara).
  - 3a filla: Fujiwara no Yasuko/Suishi (974–1004), consort de l'emperador Sanjō.
- Esposa: nom desconegut, Chūjō miyasudokoro (中将御今所), possiblement filla de Fujiwara no Kanetada (藤原泰常).
- Esposa: nom desconegut.
- Esposa: filla de Fujiwara no Tadamoto
  - 4t fill: Fujiwara no Michiyoshi
- Esposa: filla de Minamoto no Kanetada
  - Filla: nom desconegut (960?-), dama de companyia Filla adoptada de Michitsuna no Haha.[10]